# Marcin Walewski (zm. 1761)
Marcin Walewski herbu Kolumna (ur. 1700, zm. 14 grudnia 1761) – podkomorzy sieradzki w latach 1750–1761, stolnik sieradzki w latach 1737–1750, podczaszy piotrkowski w latach 1734–1737, skarbnik piotrkowski w latach 1726–1734.
W 1735 roku jako marszałek województwa sieradzkiego podpisał uchwałę Rady Generalnej konfederacji warszawskiej.